# جداجد الورق المدحرجة
جداجد الورق المدحرجة أو فصيلة جريللاكريديدي (الاسم العلمي: Gryllacrididae)، فصيلة حشرات من رتبة مستقيمات الأجنحة والفصيلة العليا جداجد أورشاليم. عالمية الأنتشار.